# Louis Daugé
Ne doit pas être confondu avec Louis Dauge.
Louis Robert Daugé, né le 25 août 1904 à Epernay et mort à une date inconnue, est un coureur cycliste et dirigeant du sport français, président de la Fédération française de cyclisme de 1960 à 1966.

## Biographie
Louis Daugé nait à Épernay où ses parents tiennent une boucherie. Il y pratique le cyclisme,,. Il déménage à Reims à l’âge adulte. Membre du Bicycle Club rémois, un des plus vieux clubs cycliste français et le plus important de la région, il court sur route,, et sur piste, et gagne des courses régionales,,. Il finit 14e de Paris-Reims en 1926, 31e de Paris-Troyes la même année. Il devient une figure connue et familière du public de la région. Il participe aux championnats de France de vitesse des amateurs et indépendants 1929,. Il interrompt sa carrière sportive en 1929.
Dès le début des années 1930, il est le directeur du vélodrome de la Haubette à Tinqueux où il organise des courses cyclistes. Il devient en 1932, vice-président du Bicycle Club rémois. Il est le commissaire général des courses cyclistes données au nouveau stade vélodrome de Reims, inauguré en octobre 1934. En 1936, pour maximiser les retombées financières et médiatiques des spectacles cyclistes qu’il organise, il fait le pari de n’organiser que trois manifestations annuelles, mais les veut « de très grande envergure ». En 1936, il crée une équipe de Champagne.
Il est agent d'assurance. En 1939, son agence est situé 60 rue de Vesle à Reims. Il est mobilisé pendant la seconde guerre mondiale, fait prisonnier et retenue en captivité en Allemagne,.
Il organise les étapes du Tour de France dont le départ ou l’arrivée sont à Reims en 1938, 1949, 1951 et 1956.
En avril 1944, il est le secrétaire du comité directeur du nouveau groupement des stades-vélodromes français, réélu en 1946et 1948.
Fin 1946, il entre au comité de direction de la FFC,. Il organise les championnats du monde sur le circuit de Reims-Gueux en 1947,. Il défend l'idée d'un championnat de France sur piste par équipes représentant des villes françaises. Il est élu vice-président de la FFC en 1952. Il est secrétaire du jury international des championnats du monde en 1953, sélectionneur des équipes françaises en 1954 et 1956 et chef de la délégation cycliste française aux Jeux olympiques de Melbourne en 1956. Il organise de nouveau les championnats du monde sur le circuit de Reims-Gueux et 1958.
Il est élu président de la Fédération française de cyclisme en 1960. Réélu en 1963,, et 1966. Il doit se démettre car son dernier  mandat est limité à quatre ans. Il se représente et est réélu fin 1968 mais se retire deux mois après, à la suite d'une enquête administrative ordonnée par Joseph Comiti, secrétariat d'État à la jeunesse et aux sports.
Il est membre du bureau du Comité national des sports en 1965.

## Distinctions
Commandeur de l'ordre du Mérite sportif‎ : 1962